# Frank Irons
Francis Cleveland „Frank“ Irons (* 23. März 1886 in Des Moines, Iowa; † 19. Juni 1942 in Palatine, Illinois) war ein US-amerikanischer Leichtathlet. Bei einer Körpergröße von 1,67 m betrug sein Wettkampfgewicht 59 kg.
Bei den Olympischen Spielen 1908 trat Frank Irons in vier Disziplinen an. Im Standweitsprung ist die Platzierung nicht bekannt, im Standhochsprung belegte er mit 1,42 Meter gleichauf mit mehreren anderen Platz 8. Im Dreisprung wurde Irons mit 12,67 Meter Sechzehnter. Im Weitsprung schließlich gewann er mit 7,48 Meter und fast vierzig Zentimeter Vorsprung auf den Zweiten Gold.
Bei den Olympischen Spielen 1912 war Irons nur im Weitsprung aktiv. Mit 6,80 Meter belegte er den neunten Platz. Da Jim Thorpe, der Siebtplatzierte, nachträglich disqualifiziert wurde, wurde Irons ab 1913 als Achter geführt. Die 1982 erfolgte Rehabilitation von Thorpe betraf offiziell nur seine beiden Goldmedaillen.